# Trichogonia
Trichogonia là một chi thực vật có hoa trong họ Cúc (Asteraceae).

## Loài
Chi Trichogonia gồm các loài: